# Каландрелли, Хорхе
Хорхе Каландрелли — аргентинский композитор, аранжировщик, пианист, дирижёр и музыкальный продюсер, который был номинирован в 1986 году на кинопремию «Оскар» за лучшую оригинальную музыку к фильму «Цветы лиловые полей», а в 2001 году — за лучшую песню к фильму «Крадущийся тигр, затаившийся дракон».

## Биография
Родился Хорхе Каландрелли, младший из шести детей, в канун Нового 1939 года в Буэнос-Айресе. Его отец Матиас Каландрелли, выдающийся шахматист, был врачом, президентом аргентинского шахматного клуба, служил врачом в звании подполковника в аргентинской армии. Его мать Ньевес Сола Каландрелли, дочь политического деятеля, была пианисткой в области классической музыки и членом жокей-клуба в Аргентине. Несколько туров совершил Каландрелли с квинтетом по Европе, прежде чем вернулся в Буэнос-Айрес, чтобы в качестве пианиста совместно со своим джазовым трио поддержать великих деятелей искусства как в организации, так и в проведении их гастролей и переговоров с звукозаписывающими компаниями. С Гильермо Искла он прошёл обучение фортепианной игре, с композиторами Карлосом Гуаставино и Роберто Гарсиа Морильо обучился композиции, с Якобо Фишером научился адаптированным гармониям. Мастер-классы по современной композиции он проводил совместно с композитором Херардо Гандини.
До того, как в 1978 году Каландрелли переехал в США, он работал пианистом, аранжировщиком и дирижёром в Аргентине и Европе. Его поле деятельности охватывает поп, джаз, латиноамериканскую музыку и классическую музыку. Каландрелли написал музыку, сделал аранжировку или выступил продюсером для следующих деятелей искусства: Тони Беннетт, Селин Дион, Роберто Карлос, Барбра Стрейзанд, Хулио Иглесиас, Эми Уайнхаус, Андреа Бочелли, Джош Гробан, Майкл Бубле, Дайана Кролл, Kenny G, Элтон Джон, Пол Маккартни, Кэтрин Ланг, Джордж Майкл, Билли Джоэл, Куин Латифа, Мэрайя Кэри, Арета Франклин, Стинг и Барри Манилоу, Рики Мартин, Дженнифер Лопес, «Crowded House», Энрике Иглесиас, Йо Йо Ма, Дэвид Фостер, Глория Эстефан, Джон Секада, Пласидо Доминго, Джеймс Тейлор, Пол Анка, Стиви Уандер, Джино Ваннелли, Мадонна, Марк Энтони, Нил Даймонд, Бетт Мидлер, Уитни Хьюстон, Бостонский симфонический оркестр, Ванесса Линн Уильямс, Кэрри Андервуд, Джон Ледженд, Дикси чикс и Элвис Костелло.
Барбра Стрейзанд заявила в интервью, что Каландрелли, безусловно, принадлежит к избранной группе аранжировщиков. Тони Беннетт поблагодарил Каландрелли за многолетнее сотрудничество и множество прекрасных аранжировок. Джонни Мандел заявил, что является одним из его величайших поклонников. Фил Рамон высоко оценил его чувствительность и теплоту и сказал, что он один из лучших. Селин Дион говорила о музыканте высшего класса.
В 1985 году Каландрелли написал «Concerto for Jazz Clarinet and Orchestra», концерт в трёх частях (Allegro, Adagio и Presto) для джазового кларнета и оркестра, на который его вдохновили композиторы Стравинский и Барток. В 1986 году он был удостоен премии «Wavedon All Music Award» в качестве музыкального композитора года. Каландрелли был номинирован 27 раз на премию «Грэмми». Кроме двух отмеченных премией «Оскар» фильмов, он также участвовал в оркестровке для фильма «Сияние» (1980) и «Трон» (1982). Вместе со своим соратником, композитором Этторе Страттой, Каландрелли сочинял латиноамериканскую музыку (болеро, босса-нова, танго). К его дальнейшим работам относится собрание пьес для фортепьяно в сотрудничестве с пианисткой Соней Белоусовой, а также фортепианный концерт для фортепиано с оркестром.

## Фильмография (выборочно)
- 1980: «Сияние»
- 1982: «Трон»
- 1985: «Цветы лиловые полей»
- 1986: «Великий мышиный сыщик»
- 2000: «Крадущийся тигр, затаившийся дракон»
- 2003: Barbra Streisand: The Movie Album (видео)
- 2006: Tony Bennett: An American Classic (телеспектакль)
- 2007, 2014: Great Performances (2 эпизода)
- 2009: Крис Ботти в Бостоне (телефильм)

## Саундтрек/Композитор
- 1976: Sola
- 1987: Beverly Hills Boys Club (Billionaire Boys Club, двухсерийный телефильм)
- 1988: Die Gerechten (телефильм)
- 1988: I’ll Be Home for Christmas (телефильм)
- 2000: «Крадущийся тигр, затаившийся дракон» (песня A Love Before Time)
- 2000: Our Favorite Things: Christmas in Vienna (телеспектакль, музыка Through the Eyes of a Child)
- 2001: The 73rd Annual Academy Awards (телеспектакль, песня A Love Before Time)
- 2010: Команда-А (фильм) (музыка Trio Para Enamorados (Trio for Lovers))
- 2014: Great Performances (один эпизод)

## Альбомы (выборочно)
- 2000: Sony Classical: Christmas in Vienna с Тони Беннеттом, Шарлоттой Черч, Пласидо Доминго, Vannessa Williams
- 2000: Sony Classical and others: A Love Before Time, Crouching Tiger/Hidden Dragon (Soundtrack Album)
- 2000: Sony Classical Sings Gardel с Марсело Альваресом
- 2002: Warner Classics Boleros с Хосе Кура
- 2003: Sony Classical Obrigado Brazil с Йо Йо Ма
- 2004: Decca Records My Heart с Сиссель Хюрхьебё
- 2004: Sony Classical Amorosa с Розой Пассос
- 2005: Columbia Isn’t It Romantic с Джонни Мэтисом
- 2007: Concord Records Surrender с Джейн Монхайт
- 2007: Concord Records Love Letters from Ella с Эллой Фицджеральд
- 2009: Deutsche Grammophon Amore Infinito с Пласидо Домиго
- 2011: Concord Records A Time for Love с Артуро Сандовалем

## Награды (выборочно)
- 1986: премия «Оскар» за лучшую оригинальную музыку к фильму «Цветы лиловые полей»
- 1987: премия «ASCAP Film and Television Music Awards» за фильм «Цветы лиловые полей»
- 1999: премия «Грэмми»: Лучший классический кроссовер-альбом (Best Classical Crossover Album) победитель: Soul Of The Tango — The Music Of Astor Piazzolla, Йо Йо Ма под управлением Хорхе Каландрелли
- 2001: премия «Оскар» за песню A Love Before Time из фильма «Крадущийся тигр, затаившийся дракон»
- 2004: премия «Грэмми»: Лучший классический кроссовер-альбом (Best Classical Crossover Album) победитель: Obrigado Brazil Йо Йо Ма под управлением Хорхе Каландрелли
- 2008: премия «Грэмми»: Лучшая инструментальная аранжировка с вокальным сопровождением (Best Instrumental Arrangement Accompanying Vocalist(s)): номинация: Cry Me A River Элла Фицджеральд и Хорхе Каландрелли (аранжировщик: Хорхе Каландрелли)
- 2012: премия «Грэмми»: Лучшая инструментальная аранжировка с вокальным сопровождением (Best Instrumental Arrangement Accompanying Vocalist(s)) победитель: Who Can I Turn To (When Nobody Needs Me) Тони Беннетт & Куин Латифа (аранжировщик: Хорхе Каландрелли)
- Каландрелли и Грегг Филд отмечены премией «Латинская Грэмми» как продюсеры года за работу над альбомом A Time for Love кубинского трубача Артуро Сандоваля
- Другие премии и награды см. Awards & Nominations Jorge Calandrelli